# Квемо-Хорхі
Квемо-Хорхі (груз. ქვემო ხორხი) — село в Грузії.
За даними перепису населення 2014 року в селі проживає 13 осіб.